# Tammaza
Tammaza (arab. تمازة) – wieś w Syrii, w muhafazie Hama. W 2004 roku liczyła 101 mieszkańców.